# Canal Candiano
El Canal Candiano es el nombre común con el que en la ciudad italiana de Rávena se designa al canal navegable Corsini, que une el centro de la ciudad con el puerto de la ciudad situado a orillas del mar Adriático, a una distancia de unos ocho kilómetros.
La infraestructura fue realizada durante el pontificado de Clemente XII (de nacimiento Lorenzo Corsini), que se extendió de 1730 a 1740. Las obras se integraron dentro de un proyecto más amplio de reorganización hidráulica de la comarca, que incluía la construcción de un nuevo puerto exterior en la línea de costa y la desecación de pantanos litorales. 

## Historia

### De la antigüedad a la Edad Media
El testimonio más antiguo del término es "Pons Candidiani", un puente romano de la época imperial en el que confluían todos los caminos que conducían a Rávena desde el sur. Se cree que se encontraba a unos 4 o 5 km de las murallas de la ciudad .
La segunda cita del término se remonta a la época bizantina. En el año 711, en pleno período bizantino, las autoridades de Rávena ordenaron la ejecución del exarca imperial Juan III. Los soldados imperiales, enviados por el mar para sofocar la revuelta, encontraron una resistencia efectiva en el puerto Candiani, mencionado por primera vez en relación en estos eventos. En ese momento el puerto era probablemente uno de los muchos puertos construidos en la desembocadura de uno de los ríos que desembocaban en el Adriático: el río Candiano.
El puerto creció en importancia durante la Edad Media, convirtiéndose en uno de los puertos fluviales más importantes de Rávena, hasta suplantar al antiguo puerto de Classe. La ciudad estaba conectada al aeropuerto por un canal navegable. En el siglo XV, los venecianos, nuevos señores de Rávena, eligieron el puerto Candiano como el principal puerto de la ciudad. Desafortunadamente, el avance progresivo de la costa causó el relleno de la llanura costera y El canal se volvió imposible de navegar.

### DelsigloXVIIalXIX
En el siglo XVII se excavó un nuevo canal navegable para unir a Rávena con el puerto de Candiano. La nueva vía fluvial comenzaba no lejos de la muralla  sur, a lo largo de la actual Via Cesarea y pasaba junto a la antigua abadía de Porto. Tras pasar por el pinar situado en la parte antigua de Porto Fuori, el canal entraba en el curso del antiguo Candiano. En la boca se construyó una torre de vigilancia completada en 1670, aún existente, popularmente llamada la Turàza ("La Torraccia").
La ciudad, sin embargo, se encontraba demasiado lejos del puerto. También estaba rodeada por dos ríos, el Montone y el Ronco (el primero al norte, el segundo al sur), cuyos lechos de ríos habían aumentado con el tiempo debido al suministro continuo de sedimentos. Montone y Ronco provocaron en la ciudad peligrosas inundaciones por lo que se convirtió en una prioridad eliminar los dos ríos de la ciudad.
A lo largo de casi un siglo, se desarrollaron muchos proyectos para el desvío de los dos ríos: primero por Bancelli (1649), luego por Stefano Grandi y Gaspare Coccapani (1651) y finalmente por Tassinari (1715) y por Nadi (1717). El proyecto finalmente elegido fue el de 1729 realizado por dos eminentes ingenieros de la época: Bernardino Zendrini ("superintendente de aguas" de la República de Venecia, 1679-1747) y Eustachio Manfredi (Bolonia, 1674-1739). El Montone fue desviado y llevado al sur de la ciudad con el Ronco (el punto de confluencia se llama "Punta Galletti").
Al mismo tiempo, se inició la construcción del nuevo canal utilizando parcialmente el canal natural dejado libre por el desvío del Montone. En cuanto al nuevo recinto portuario, el lugar que se consideraba más adecuado estaba ubicado en una entrada en la desembocadura del canal Bajona, al norte de Rávena, donde ya había un embarcadero para pescadores.
Las obras se llevaron a cabo durante la legación del cardenal Giulio Alberoni (1735-39). El canal, completado alrededor de 1737, estaba dedicado al papa Clemente XII, en el siglo Lorenzo Corsini, a quien la Comunidad de Rávena expresó su gratitud al erigir, en 1738, en la plaza mayor Maggiore una estatua de mármol que representa al Papa bendiciendo la ciudad. 
A principios del siglo XIX la ruta fue modificada por el cardenal Agostino Rivarola, quien enderezó el tramo más tortuoso y construyó el camino de acarreo que flanqueaba el canal hasta el puerto. El trabajo permitió que la longitud total de la vía fluvial se redujera de 6,6 a 5,7 millas.

### Desde 1950 hasta hoy
Después de la Segunda Guerra Mundial se realizaron trabajos de ampliación para adaptar el canal al tráfico en el puerto de Rávena. Los trabajos comenzaron en 1963 y concluyeron en 1971. En el año 2000 se dragó nuevamente el canal hasta alcanzar los 9,5 metros. En noviembre de 2008 se efectuó una nueva draga hasta los 11,5 metros, permitiendo por primera vez la entrada y el amarre de barcos con un calado máximo de 10,5 metros.